# Dylewo (powiat ostrołęcki)

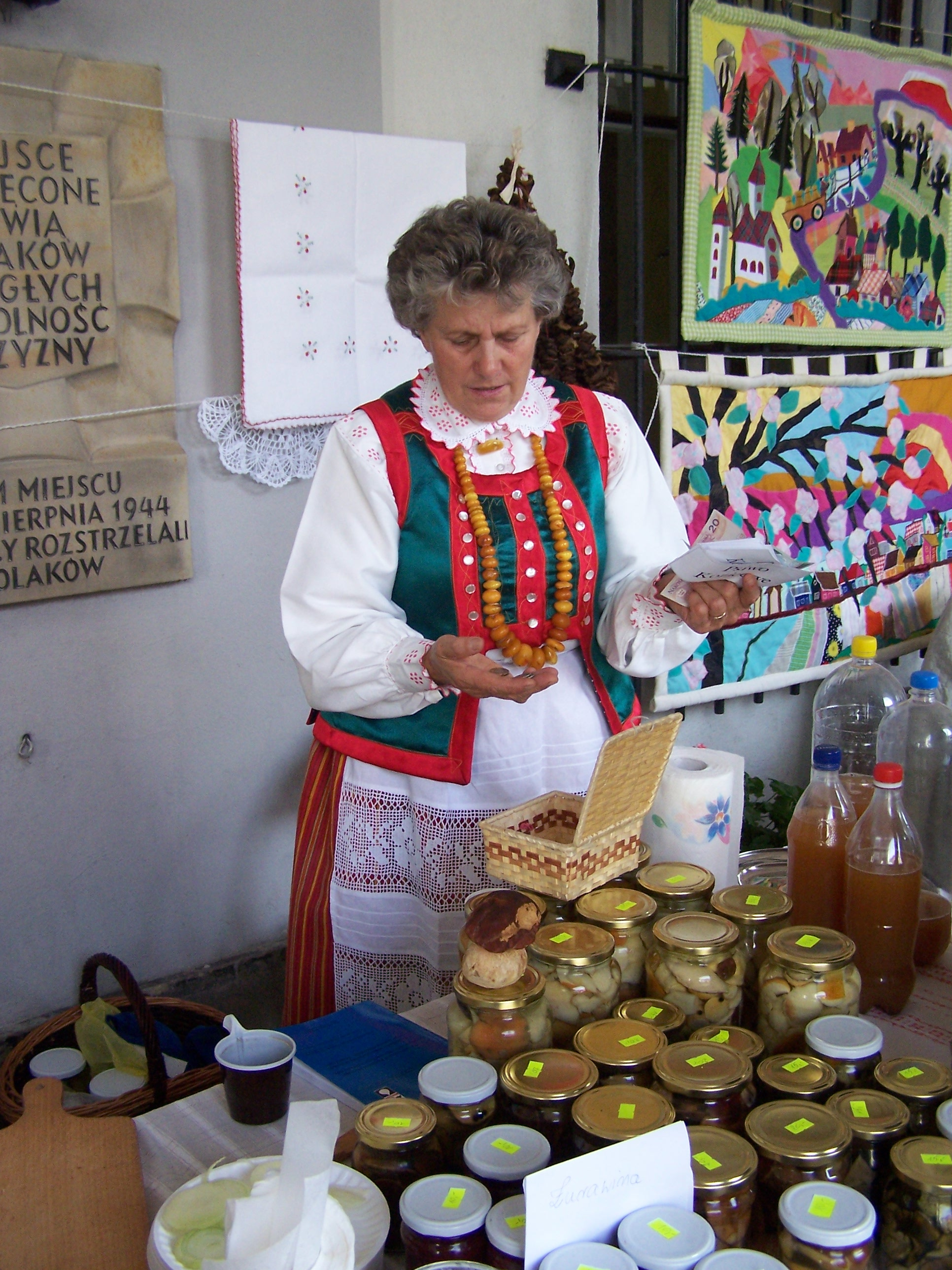
Czesława Kaczyńska, twórczyni ludowa z Dylewa

Dylewo – wieś  w Polsce położona w województwie mazowieckim, w powiecie ostrołęckim, w gminie Kadzidło. Leży przy drodze krajowej nr 53. 
| SIMC    | Nazwa        | Rodzaj    |
| ------- | ------------ | --------- |
| 0511083 | Dylewo Nowe  | część wsi |
| 0511090 | Dylewo Stare | część wsi |

Dylewo Stare i Dylewo Nowe tworzą odrębne sołectwa, a w przeszłości były odrębnymi wsiami.
Do 1931 roku Dylewo Stare było miejscowością gminną w nieistniejącej już gminie Dylewo. W latach 1975–1998 miejscowość należała administracyjnie do województwa ostrołęckiego.

## Położenie

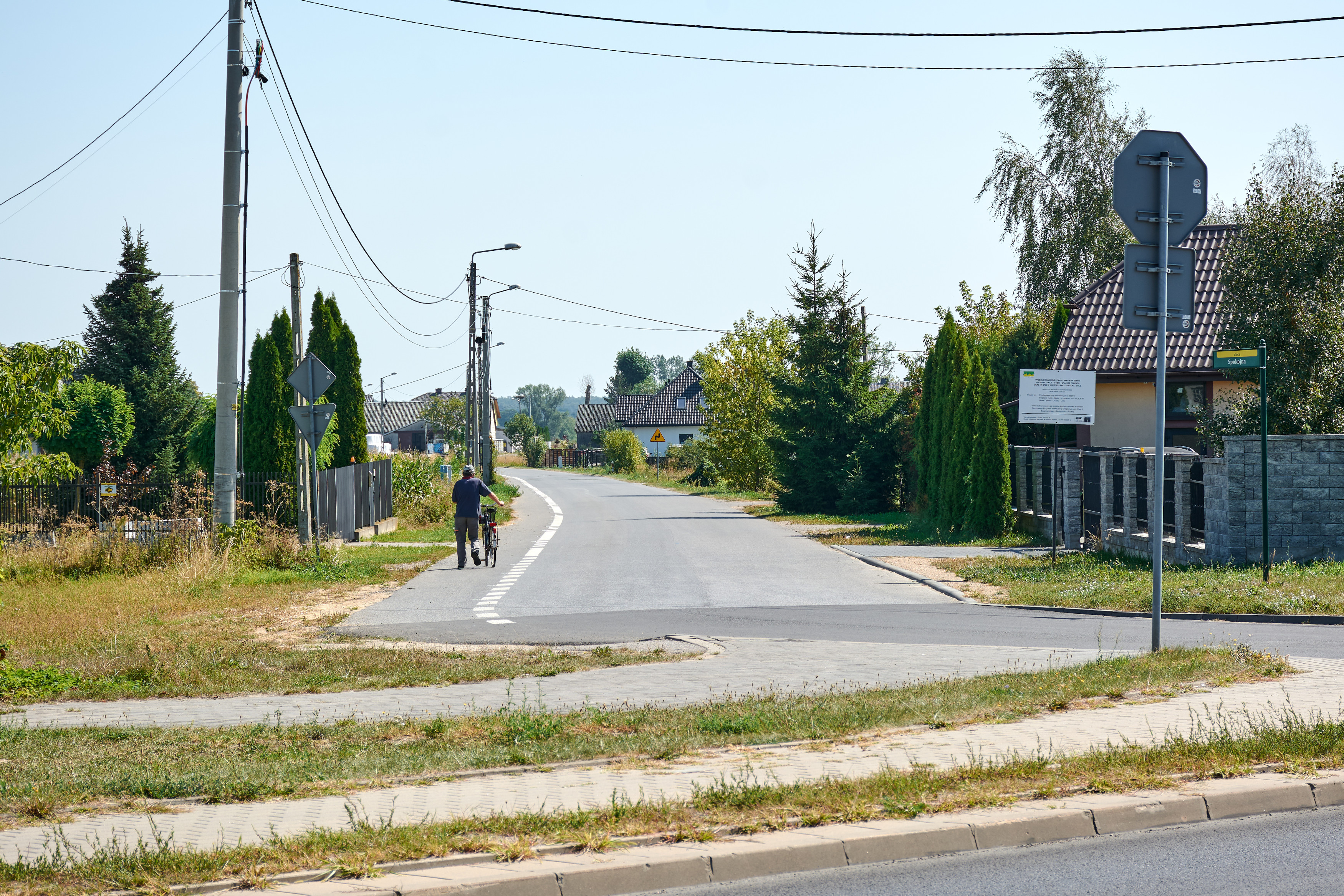
Ulica Spokojna

Dylewo jest położone w północno-wschodniej Polsce na terenie Niziny Północnomazowieckiej i Puszczy Zielonej, w województwie mazowieckim, w północnej części powiatu ostrołęckiego, w gminie Kadzidło. Przez miejscowość przepływa struga Piasecznica.

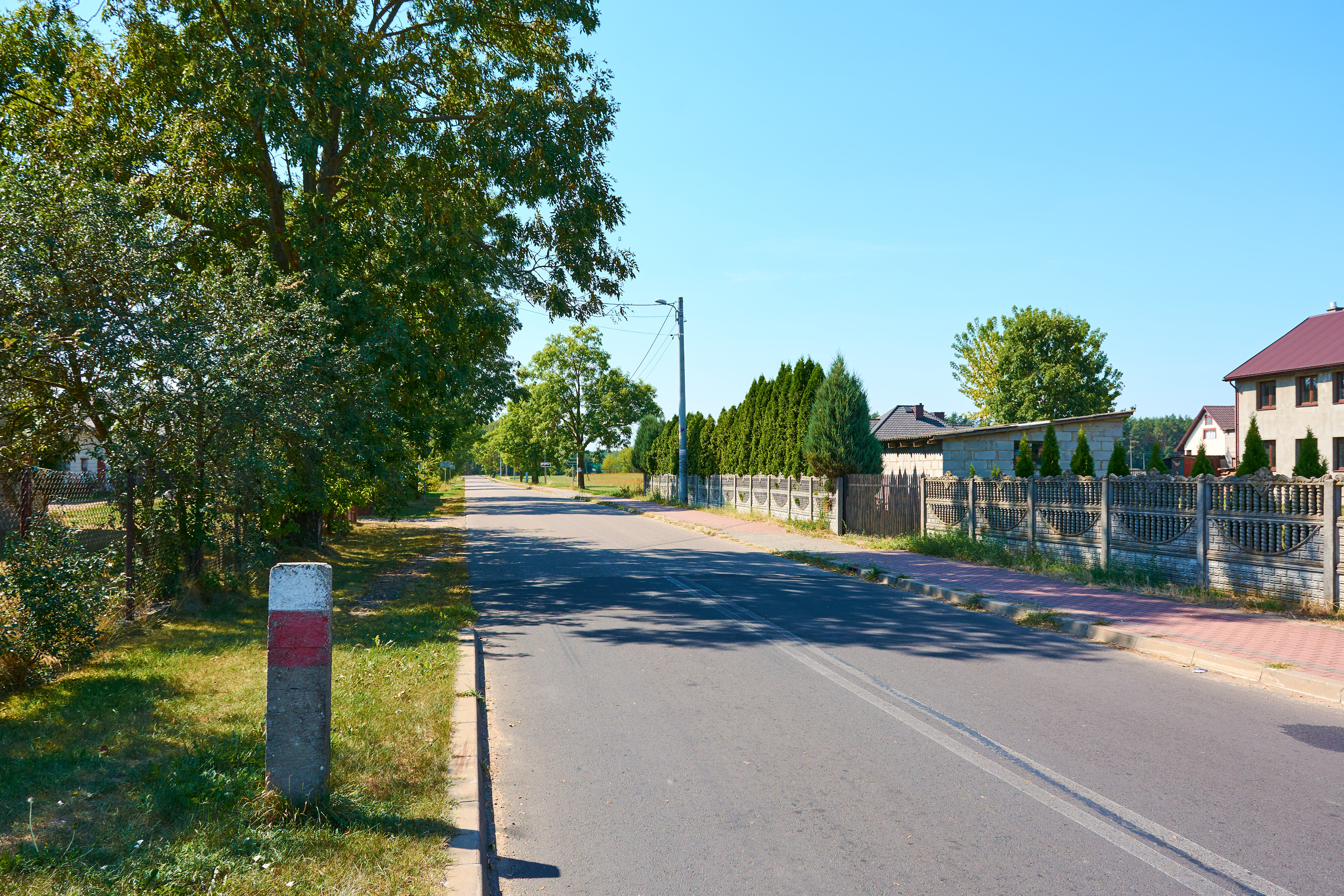
Ulica Radosna

## Nazwa

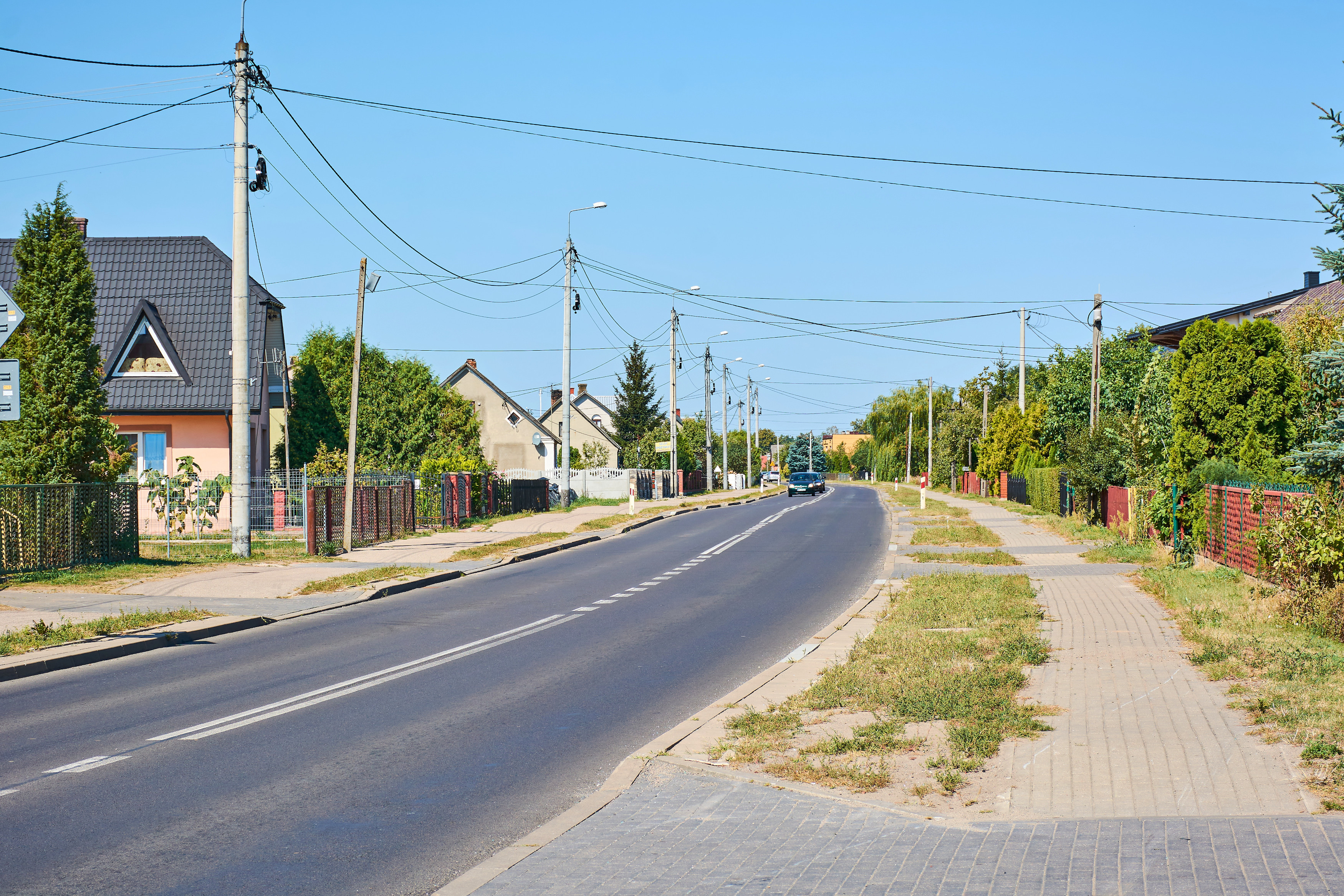
Ulica Ostrołęcka

Nazwa Dylewo miała pierwotnie formę patronimiczną. Była utworzona od nazwy osobowej Dyl. Nazwa osobowa Dyl wraz z biegiem czasu zmieniła się w nazwę dzierżawczą. Słowo Dyl było zapożyczone z języka niemieckiego, w którym początkowo oznaczało "deskę", a potem "drąg". Nazwa wsi była przez lata nieustabilizowana. Po raz pierwszy pojawiła się w 1393 roku jako Dilewicze, następnie w 1414 roku jako Dilewo. Z 1660 roku pochodzi natomiast zapis Dylow. Nazwa Dylewo jest zapisywana od XVIII wieku.

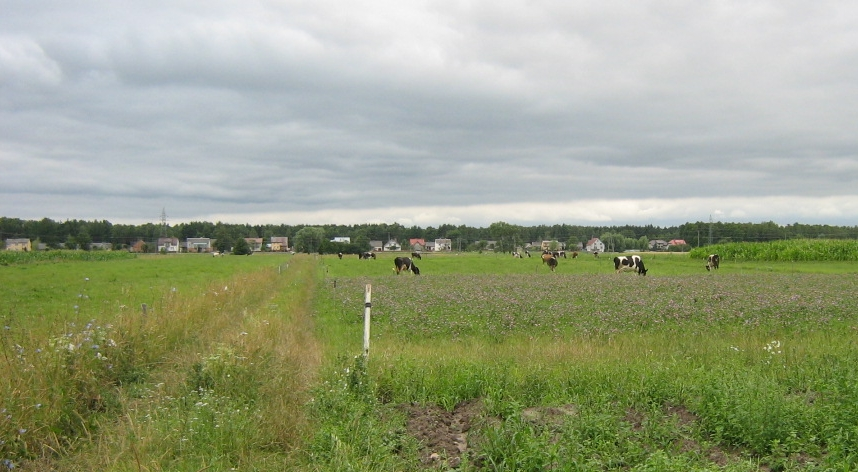
Kolonia Sachalin

## Historia

### Najstarsze dzieje
Dylewo to najstarsza wieś na terenie Puszczy Kurpiowskiej. Wiadomo, że istniała przed 1393 rokiem. Wtedy to książę mazowiecki Janusz I nadał 30 włók rycerzom Janowi i Pawłowi (in deserto nostro in hereditate Dilewicze). W 1408 roku jeden z odbiorców nadania odstąpił swoją część księciu Januszowi.
Następne wiadomości dotyczące wsi pojawiają się dopiero w XVII wieku. W 1621 roku z inicjatywy Andrzeja Mniszcha, starosty ostrołęckiego w Dylewie osiedleni zostali szlachcice Kaczyńscy ze wsi Kaczyno (dziś Kaczyny – dzielnica Ostrołęki), dając tym samym początek strzelcom kurpiowskim. Byli oni zobowiązani do chodzenia w ściśle określonym ubiorze, który miał być pierwowzorem stroju kurpiowskiego. W Dylewie znajdował się jedyny na Kurpiach folwark i w XIX wieku mieszkał tam naddzierżawca ekonomii ostrołęckiej.

### Do 1918 roku

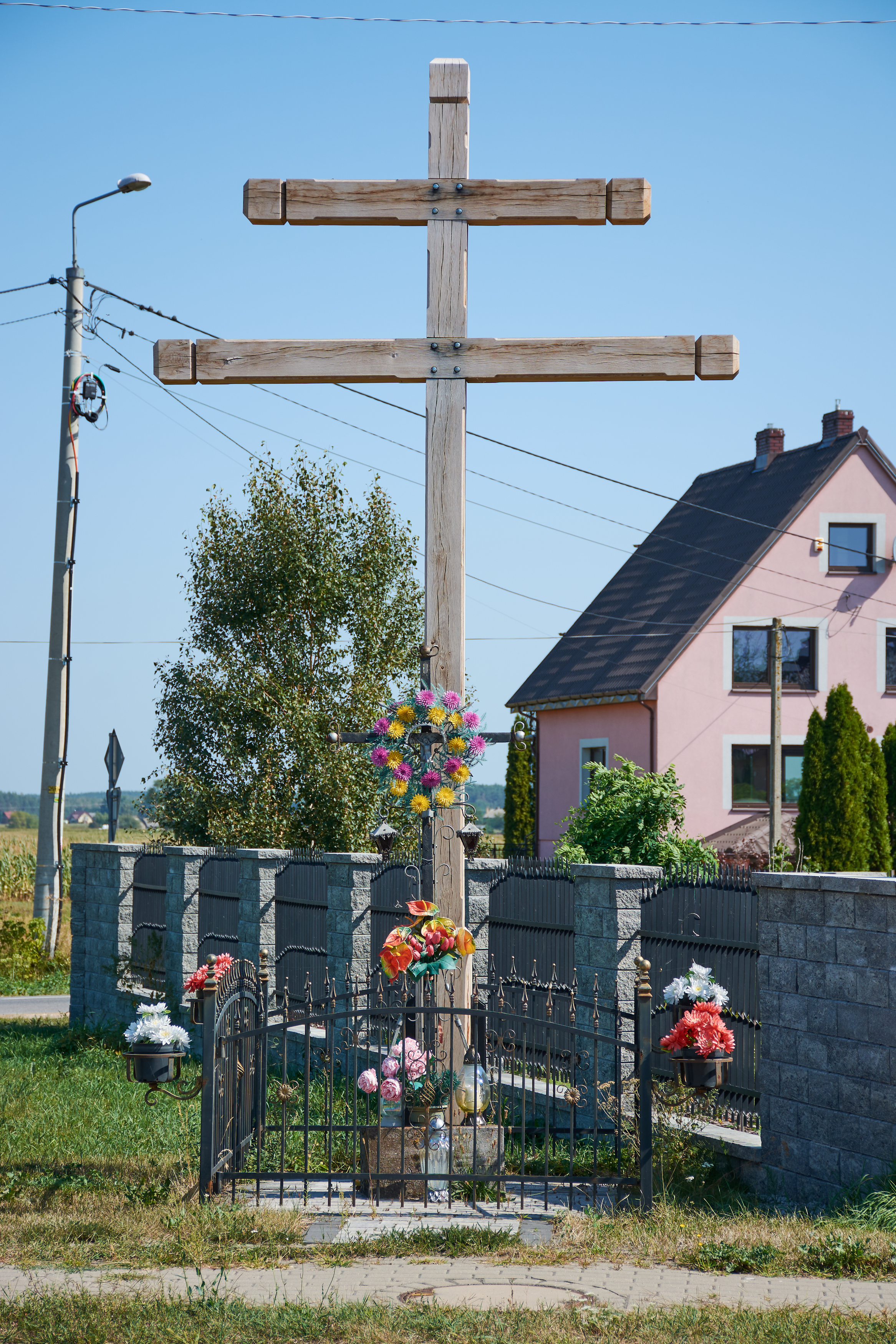
Drewniana karawaka i metalowy krzyż

W 1824 roku w Dylewie (Starym i Nowym łącznie) znajdowało się 89 domów, a liczba mieszkańców wynosiła 504 osoby. Od 1868 do 1931 roku miejscowość pełniła funkcję gminy. Gmina ta obejmowała swoim zasięgiem 20 pobliskich wsi. W 1921 roku gmina ta liczyła 6426 osób. Większość mieszkańców wsi stanowili wówczas katolicy, a tylko 14 Żydów znajdowało się w Dylewie Starym. Na przełomie XIX i XX wieku nastąpiła wielka fala emigracji na ziemiach Puszczy Kurpiowskiej. Zjawisko to spowodowane było m.in. kryzysem gospodarczym, który dotknął całe Królestwo Polskie, klęskami nieurodzaju, a także obietnicami dobrobytu, jaki miał spotkać Kurpiów na emigracji. Do czasów I wojny światowej wyjechało z Dylewa nawet do 400 osób. Jednocześnie emigranci mieli przysyłać według Adama Chętnika, około 40 tysięcy rubli rocznie. Znaczna część emigrantów udała się do Ameryki Północnej. Obok wychodźstwa do Ameryki, dużą rolę odgrywała emigracja sezonowa do Prus. W samym tylko 1912 roku z Dylewa do Prus "na saksy" wyszło 129 mężczyzn i 88 kobiet.
W XIX wieku postawiono w Dylewie karawakę – drewniany krzyż mający chronić przed epidemiami. Od 1892 roku do lat 90. XX wieku w Dylewie istniała karczma, obecnie zrekonstruowana w skansenie kurpiowskim w Nowogrodzie. W czasie I wojny światowej powstał także przy drodze z Dylewa do Obierwii mały cmentarz żołnierski. Od lat międzywojennych do 1973 roku znajdowała się we wsi stacja kolei wąskotorowej Dylewo.
Początek XX wieku to okres kiedy Dylewo, tak jak i cały region kurpiowski ulega powolnym przemianom społecznym, gospodarczym i kulturalnym. W 1899 roku otwarto bibliotekę w Dylewie. W 1899 roku powstaje w miejscowości spółka rolnicza, a w latach 1912-1913 mleczarnie zarówno w Dylewie Nowym jak i Dylewie Starym. Przed I wojną światową powstało we wsi także kółko rolnicze im. Stanisława Staszica, przejawiające znaczną aktywność na polu gospodarczym w myśl hasła: "sami sobie".
Dylewa nie ominęły także wydarzenia związane z rewolucją 1905 roku. Wiosną 1905 roku odbyło się w tej miejscowości zebranie gminne, które żądało wprowadzenia języka polskiego jako języka urzędowego. Po 1905 roku rozwijało się na Kurpiach czytelnictwo. W Dylewie i innych miejscowościach Puszczy Zielonej czytano m.in. "Zaranie", z którym współpracował mieszkający w Dylewie Piotr Kaczyński, znany działacz ruchu ludowego.

### Od 1918 roku do dziś
W latach międzywojennych mieszkańcy wsi, tak jak i w innych kurpiowskich miejscowościach opowiadali się większością w wyborach za obozem narodowym, który osiągał np. w 1930 roku na terenie ówczesnej gminy Dylewo 79,4% głosów poparcia. Obok endecji ważną rolę odgrywał ruch ludowy, którego głównym przedstawicielem w Dylewie był Piotr Kaczyński, wójt gminy Dylewo w latach międzywojennych, który stał na czele Zarządu Powiatowego PSL „Wyzwolenie” w Ostrołęckiem.
W 1918 roku w Dylewie powstała Szkoła Podstawowa, 4 klasowa, której pierwszym kierownikiem był Zygmunt Lewandowski. Szkoła wówczas mieściła się w drewnianym budynku z 1 izbą lekcyjną i 2 pokojami. Obecnie w skład Zespołu Placówek Oświatowych w Dylewie wchodzą:
- Przedszkole Samorządowe
- Szkoła Podstawowa
- Publiczne Gimnazjum.

20 maja 2002, ZPO nadano imię Jana Pawła II.
W Dylewie urodzili się: wiceprezydent Warszawy Mateusz Eustachy Lubowidzki i jego brat, marszałek sejmu Królestwa Polskiego, Józef Lubowidzki

## Demografia
Zmiany zaludnienia Dylewa na przestrzeni lat 1824-2011:

## Straż Pożarna
W 1926 roku podjęte zostały próby założenia jednostki Ochotniczej Straży Pożarnej przez Walentego Gralę. Ostatecznie straż założył Andrzej Bałon sprowadzając pompę wodną. Budynek został zmodernizowany w 2006 roku z udziałem środków unijnych. Obecnie w tymże budynku mieści się Filia Gminnej Biblioteki Publicznej oraz siłownia. Do OSP Dylewo należy 30 strażaków.

## Parafia

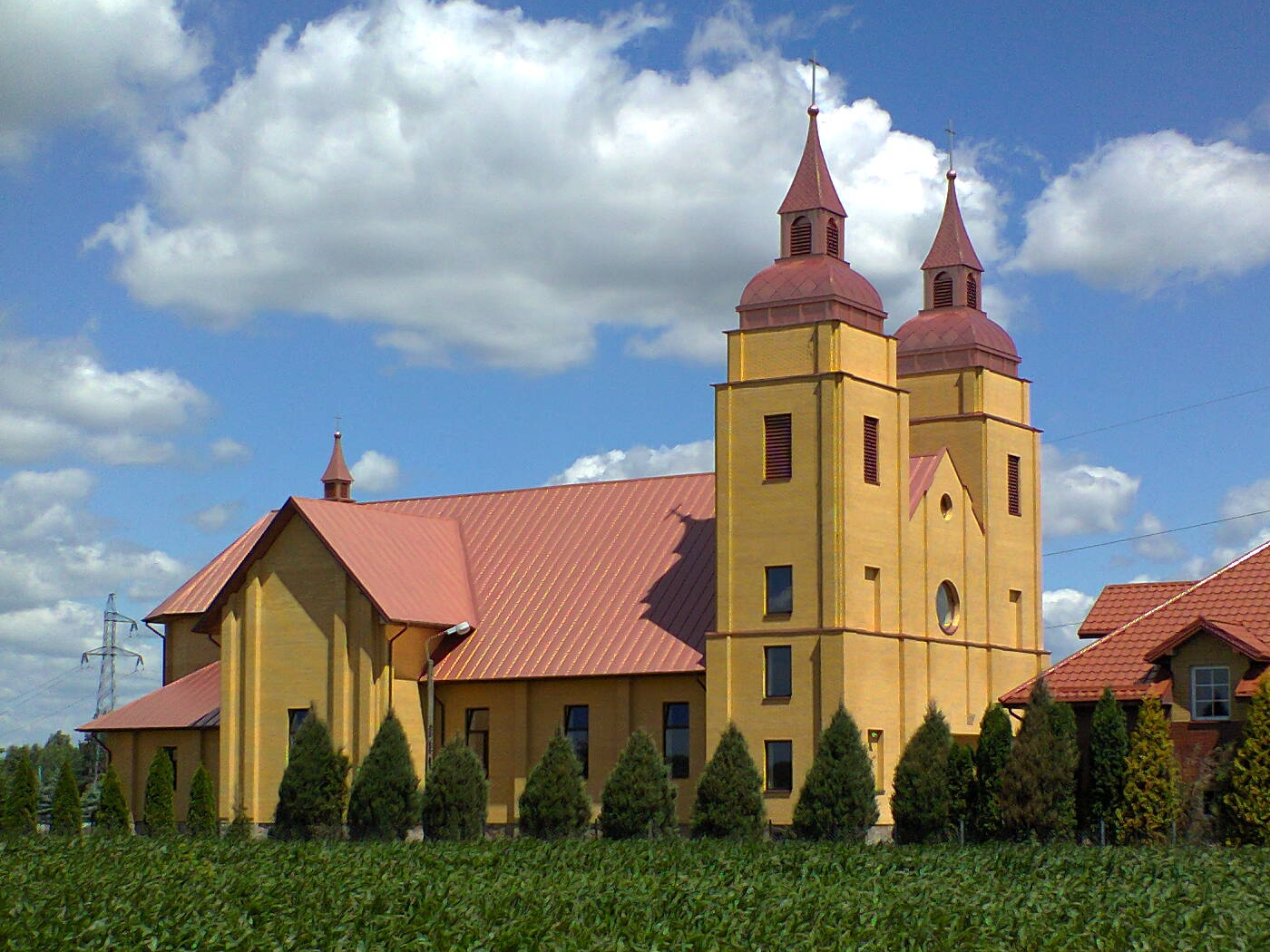
Kościół Parafialny p.w. Najświętszej Maryi Panny Matki Miłosierdzia w Dylewie

W Dylewie, od 21 sierpnia 2005, funkcjonuje parafia pw. NMP Ostrobramskiej Matki Miłosierdzia należąca do dekanatu Kadzidło. 

## Wykaz ulic
Według systemu TERYT w miejscowości Dylewo znajdują się następujące ulice:

- Chabrowa
- Dworska
- Jana Pawła II
- Krótka
- Lipowa
- Księdza Mieszki
- Ks. Prał. Mariana Niemyjskiego
- Ostrołęcka
- Pogodna
- Polna
- Poprzeczna
- Przemysłowa
- Radosna
- Sachalin
- Słoneczna
- Sosnowa
- Spokojna
- Sportowa
- Szkolna
- Wodna